# Skeleton Knight in Another World
Skeleton Knight in Another World (骸骨騎士様、只今異世界へお出掛け中?, Gaikotsu kishi-sama, tadaima isekai e odekake-chū, lett. "Scheletro Cavaliere, sono attualmente in viaggio in un mondo diverso") è una serie di light novel scritta da Ennki Hakari e illustrata da KeG, serializzata online, a partire dal 19 ottobre 2014 al 16 luglio 2018, sul sito web Shōsetsuka ni narō. Successivamente è stata acquisita da Overlap, che ha pubblicato dieci volumi dal 25 giugno 2015 sotto l'etichetta Overlap Novels.
Un adattamento manga, disegnato da Akira Sawano, è stato serializzato online sul sito web Comic Gardo di Overlap a partire dal 10 febbraio 2017 ed è stato raccolto in tredici volumi tankōbon.
Un adattamento anime della serie, prodotto da Studio Kai e da Hornets, è andato in onda dal 7 aprile al 23 giugno 2022. Una seconda stagione è stata annunciata.

## Trama
Al suo risveglio, un giocatore senza nome si ritrova nel corpo e nell'armatura dell'avatar che stava usando in un gioco online, rimanendone scioccato. Essendo in un territorio sconosciuto, il ragazzo decide di nascondere il suo aspetto non togliendosi mai l'elmo e di cercare altre persone. Successivamente spia da lontano una banda di banditi che sta attaccando un gruppo di persone ed entra in azione solo dopo averli visti in procinto di violentare due donne, uccidendoli. Le donne si presentano come Lauren, una nobildonna, e Rita Farren, la sua cameriera. Usando il suo nome di gioco, il cavaliere si presenta come Arc e accetta di scortarle nella vicina città di Luvierte, rifiutando una ricompensa per evitare di incontrare il padre di Lauren, il visconte Buckle du Luvierte, poiché gli causerebbe complicazioni se il nobile chiedesse di vederne la faccia. Rita però, per ricompensarlo, gli dona un passaporto di rame per consentirgli un passaggio più facile attraverso qualsiasi città del territorio.
Successivamente accetta un incarico per cui deve proteggere una ragazzina di nome Marca mentre raccoglie delle erbe medicinali. Durante questa missione i due incontrano una volpe dal pelo verde ferita. Arc ne cura la lesione con la magia e fa amicizia con lei, ed essa gli fa capire che vuole viaggiare con lui. Dopo vari tentativi decide di chiamarla "Ponta" a causa della sua coda soffice.
Più tardi, Arc incontra un elfo fuori da Diento e viene a conoscenza del commercio e della schiavizzazione degli elfi da parte degli umani. L'elfo è sorpreso dal fatto che Ponta pur essendo una "creatura spirituale", sia così attaccato al ragazzo e che lui non sembri condividere la paura e i pregiudizi sugli elfi che la maggior parte degli umani in questo mondo sembra avere.
Qualche tempo dopo Arc si imbatte in un soldato e una soldatessa, appartenenti agli elfi, che combattono una banda di schiavisti umani; quando il loro capo usa i bambini elfi catturati come ostaggi, l'elfa sembra pronta ad arrendersi ma Arc interviene e li aiuta a sconfiggere i nemici. Dopo che la presenza di Ponta ha convinto gli elfi che Arc è un amico e dopo che il ragazzo ha liberato i bambini e li ha guariti dalle loro ferite, l'elfa, Ariane Glenys Maple, lo assume per aiutarla a liberare altri elfi ridotti in schiavitù e tenuti in ostaggio nella stessa Diento.
Dopo aver incontrato Danka, un altro soldato elfo che ha cercato informazioni all'interno di Diento (quello che Arc aveva incontrato in precedenza), i tre invadono il magazzino dove sono stati rinchiusi gli elfi da salvare. Durante la loro ricerca iniziale, Arc incontra una ragazza ninja con le orecchie e la coda da gatto, che gli fornisce informazioni sugli umani coinvolti nella tratta degli schiavi e su altri elfi catturati e tenuti nel castello del signore locale. Dopo aver liberato gli elfi catturati, Arc usa la magia del teletrasporto per allontanarli tutti da Diento. A questo punto lui e Ariane si dirigono verso il castello mentre Danka scorta gli elfi liberati a casa. Dopo che i due hanno liberato le due elfe tenute prigioniere nel castello, che poi puniscono il loro rapitore in modo particolarmente raccapricciante, si danno alla fuga.
Una volta scappati Ariane chiede ad Arc di accompagnarla nelle terre degli elfi ma il ragazzo è riluttante e le mostra il motivo togliendosi l'elmo e rivelandole così il suo aspetto. Sebbene inizialmente scioccata, la ragazza si rende conto del fatto che, nonostante il suo aspetto, Arc non sia malvagio; crede invece che il suo aspetto sia dovuto ad una maledizione e promette che gli elfi manterranno il suo segreto.
Nella città elfico di Lalatoya, Arc viene incontrato e accolto dall'anziano Dillan e da sua moglie Glenys, che sono anche i genitori di Ariane. In una riunione degli Anziani, in cui vengono discusse le informazioni sui nobili umani coinvolti nella tratta degli schiavi e della chiara violazione del trattato di pace tra le due parti, viene deciso che, sebbene non verrà effettuata alcuna rappresaglia diretta contro gli umani, le operazioni segrete per liberare gli elfi schiavizzati continueranno. Dillan si offre di assumere Arc per continuare ad aiutare Ariane, e come pagamento gli fornisce informazioni su una sorgente magica nel paese del signore dei Draghi che potrebbe annullare la sua maledizione. Il ragazzo accetta e, insieme ad Ariane e a Ponta, iniziano la ricerca degli elfi catturati e ridotti in schiavitù per liberarli e porre così fine completamente alla tratta degli schiavi. Successivamente vengono raggiunti da Chiyome, la ragazza ninja incontrata in precedenza, che è impegnata in una missione simile alla loro, ossia cercare di salvare i suoi compagni, anch'essi catturati e ridotti in schiavitù dagli umani.
Intanto a Olav, la capitale del regno di Rhoden, re Karlon, che grazie agli eventi successi a Diento ha appreso del possibile coinvolgimento della nobiltà nella tratta di schiavi, invia la figlia Yuriarna in una missione diplomatica nel Granducato di Limbult, che commercia con gli elfi e dove sua figlia maggiore Seriarna è la moglie del sovrano, per organizzare un incontro con gli elfi. Tuttavia, i suoi fratelli maggiori, Sekt e Dakares, hanno entrambi l'ambizione di ereditare il trono e stanno gareggiando l'uno contro l'altro per il potere. Yuriarna sospetta che Dakares sia coinvolto nella tratta degli schiavi e che Sekt lo sappia ma stia cercando di usarlo a proprio vantaggio e crede che entrambi non si fermeranno davanti a nulla pur di raggiungere i loro obiettivi, anche se ciò significherebbe distruggere chiunque si trovi sulla loro strada.
Mentre la ricerca di Arc, Ariane e Chiyome procede i tre stringono nuove amicizie e guadagnano alleati durante il loro viaggio attraverso i diversi regni del mondo. Il gruppo scopre anche che la tratta degli schiavi è solo la punta dell'iceberg e che Revlon, il Regno del Sacro Oriente governato dallo spietato Imperatore Domitianus e la principale città religiosa di questo mondo, il Regno di Santo Hilk, potrebbero essere dietro tutto il male che stanno combattendo.

## Personaggi

Ponta, Ariane e Arc nella sigla d'apertura dell'anime

Arc (アーク?, Āku) / Arc Lalatoya (アーク・ララトイア?, Āku Raratoia)
Doppiato da: Tomoaki Maeno
Un giocatore che si ritrova a impersonare il suo avatar nel videogioco a cui stava giocando. Nell'anime la madre di Ariane, Glenys, lo soprannomina "Arcky", e successivamente acquisisce il cognome "Lalatoya", in onore del villaggio degli elfi. È alto due metri e l'armatura d'argento che indossa gli dona un aspetto possente (la sua forza fisica è in realtà piuttosto sovrumana; nell'episodio 11 dell'anime, anche un semplice colpo di testa gli è sufficiente per far volare grandi uomini); altera anche la sua voce per farla risultare più profonda e maschile, come si addice al suo aspetto. Dal momento che la serie inizia con il suo risveglio in questo nuovo mondo il suo vero nome, l'aspetto che ha veramente, il suo passato e il motivo per cui è finito in questo mondo sono sconosciuti. È evidente fin dall'inizio che ha un forte senso morale ed è sempre pronto ad aiutare o difendere gli esseri in pericolo o oppressi, siano essi umani, elfi o bestie; è anche estremamente educato, il che, considerando la sua stazza e il presunto status di cavaliere dovuto alla sua armatura, sorprende la maggior parte delle persone comuni. Non esita mai neanche ad ammettere quando una persona, indifferentemente dal proprio sesso, sia suo pari, come il ninja Goemon, o superiore, come Ariane, Glenys e Chiyome, in alcun modo. Si eccita abbastanza per certe cose, ma è sorprendentemente abbastanza imperturbabile in battaglia, anche contro mostri giganti, e si arrabbia solo una volta, dopo aver sentito il destino degli elfi catturati da Fumba. Dimostra di essere un cuoco abbastanza talentuoso quando, nei volumi 5 e 6 della light novel, prepara pasti gustosi per sé e per i suoi compagni, usando varianti locali di ingredienti del suo mondo natale, con grande sorpresa di Ariane.
Ariane Glenys Maple (アリアン・グレニス・メープル?, Arian Gurenisu Mēpuru) / Ariane Glenys Lalatoya (アリアン・グレニス・ララトイア?, Arian Gurenisu Raratoia)
Doppiata da: Fairouz Ai
La seconda figlia dell'anziano Dillan Tahg Lalatoya e Glenys Alna Lalatoya. È una guerriera elfa di Maple, la loro capitale. Nel primo volume della light novel, la sua età è indicata come 50 anni, nonostante il suo aspetto fisico sia molto più giovane, ed è descritta come avente la pelle color ametista, gli occhi dorati e i capelli bianchi, segni inconfondibili dell'essere un "elfo oscuro", mentre nell'anime ha la pelle pallida di colore rosa quella degli umani, i capelli rosa, e gli occhi dorati. Nel primo volume della light novel, Arc la incontra per la prima volta mentre lei e un altro soldato elfo stanno combattendo contro gli schiavisti per liberare i bambini elfi catturati, mentre nell'anime la incontra per la prima volta in un vicolo nella città di Luvierte, dopo che lei ha fallito nel cercare di acquistare informazioni e poi di nuovo più tardi quando lei lo attacca scambiandolo per uno dei banditi cha hanno catturato gli elfi; sia nella light novel che nell'anime, dopo il combattimento in cui vengono liberati i bambini elfi, lo assume per assisterla. Sebbene sia una combattente estremamente abile, si sente inferiore a sua sorella maggiore Eevin, una guerriera estremamente potente e abile, e ha una profonda sfiducia, quasi odio, nei confronti degli umani a causa dei crimini commessi contro il suo popolo; tuttavia, grazie alla presenza di Arc inizia pian piano a cambiare la sua idea, sebbene rimanga cauta e sulla difensiva. I suoi principali punti deboli sono l'intolleranza fisica all'alcol, infatti due bicchieri di liquore forte sono sufficienti per farla ubriacare, nell'anime una predilezione quasi da ragazzina per Ponta mentre nelle light novel, la sensazione c'è, ma non così tanto forte e, di nuovo nell'anime, una tendenza a dimenticare a volte che sotto la sua armatura, Arc è uno scheletro, spaventandosi quindi quando lo vede completamente senza armatura. Per viaggiare, indossa un lungo mantello con cappuccio, che viene utilizzato anche per nascondere la sua identità di elfo, che nelle light novel è di colore grigio antracite mentre nell'anime è viola. I suoi sentimenti per Arc sembrano complicati; si comporta continuamente come se fosse esasperata nei suoi confronti e occasionalmente lo punzecchia, ma nel secondo volume della light novel, quando sua sorella Eevin la prende in giro dicendo di avere un uomo nella sua vita, "Per un momento, il volto di uno scheletro vestito con un'armatura maestosa balenò nella mente di Ariane". Nel quarto volume è estremamente angosciata quando l'esposizione di Arc alle acque della sorgente magica lo rende privo di sensi per cinque giorni e le sue abilità culinarie la stupiscono.
Ponta (ポンタ?)
Doppiata da: Nene Hieda
Una volpe dalla coda di cotone con pelliccia verdastra e ventre dal pelo bianco, appartenente alla razza delle ventu vulpis e definita dagli elfi e dalle persone bestia come "creatura spirituale"; mentre nella light novel non è attualmente indicato se sia maschio o femmina, nell'anime viene indicata come femmina. Nei romanzi, Arc la trova imprigionata in una gabbia, mentre nell'anime la incontra nella foresta; in entrambi i casi, la creatura è stata ferita e lui usa la sua magia per curarla. Ponta in cambio si affeziona a lui e diventa una sua inseparabile compagna: Arc la chiama Ponta perché la sua coda gli ricorda la peluria del dente di leone. Dato che le "creature spirituali" come Ponta non formano quasi mai legami con gli umani, e raramente agli elfi, la sua connessione con Arc rassicura gli elfi e le persone bestie sul fatto che esso abbia buone intenzioni e sia affidabile. I posti preferiti di Ponta, quando viaggia con lui, sono sopra il suo elmo o su uno dei suoi spallacci, anche se a volte viaggia sulla spalla di Ariane. È anche particolarmente sensibile al pericolo e alla presenza del male ed è in grado di planare nell'aria come uno scoiattolo volante per mezzo del suo patagio, sia usando le normali correnti d'aria sia usando la magia per evocare il vento.
Chiyome (チヨメ?)
Doppiata da: Miyu Tomita
Una ragazza bestia, nonché una dei sei ninja del clan Jinshin, che ha come obbiettivo quello di localizzare e di liberare le persone bestie rese schiave. Sebbene sia fisicamente grande come una giovane ragazza, è estremamente veloce, abile nel combattimento ed esperta nell'uso di un tipo di ninjutsu dell'acqua. Chiyome non è il suo vero nome, e Arc deduce che le sia stato dato in onore della famosa kunoichi Mochizuki Chiyome. Quello vero è Mia e il suo retroscena rivela che è un'orfana dato che suo padre era stato ridotto in schiavitù da degli umani e aveva lavorato fino alla morte e che sua madre era stata uccisa mentre la proteggeva dopo la loro fuga dalla prigionia. Esso rivela anche che è stata portata nel clan Jinshin su sua richiesta. Arc e Ariane aiutano lei e il suo compagno ninja Goemon a liberare le bestie schiave di Olav e a distruggere completamente i mercati degli schiavi. Con il progredire della storia, dapprima fornisce loro informazioni sulla posizione dei nobili umani coinvolti nella tratta degli elfi ridotti in schiavitù e in seguito si unisce a loro a tempo pieno nei loro viaggi e nelle loro avventure, diventando un'amica stretta di Ariane. Naturalmente, sia nella light novel che nell'anime, va fuori di testa quando vede per la prima volta la faccia senza elmo di Arc, ma supera il trauma e lo accetta come alleato e amico. Arc la vede come una buona amica, ma il suo comportamento e il suo atteggiamento a volte stoici lo rendono insicuro dei sentimenti della ragazza nei suoi confronti.
Danka (ダンカ?)
Doppiato da: Takuya Eguchi
È un guerriero elfo di Maple (il cognome fa sì che Arc lo scambi per il fratello o il marito di Ariane). La sua missione era indagare sulla città di Diento per scovare la posizione degli elfi catturati e schiavizzati. Sebbene inizialmente sospettoso di Arc, arriva a rispettare le sue capacità e ad accettarlo, per il momento, come un compagno d'armi (sebbene, nel volume 6 della light novel, chiarisce che, nonostante Arc stia diventando ufficialmente un membro di Lalatoya, lo vede ancora con sospetto). Nell'anime, lui e Ariane comunicano a lunga distanza tramite un uccello sussurrante, un'altra "creatura spirituale" che assomiglia a un grande pappagallo e può imitare il linguaggio umano nel trasmettere messaggi.
Dillan (ディラン?, Diran)
Doppiato da: Kōsuke Toriumi
È l'anziano dell'insediamento elfico di Lalatoya e padre di Ariane ed Eevin. Nella light novel, è descritto come "un uomo elfo tra i venti ed i trent'anni con lunghi capelli biondi tinti di verde", mentre nell'anime è alto, biondo-verde e di corporatura snella e con la barba corta. Assume ufficialmente Arc per assistere Ariane nella sua missione di liberare gli elfi ridotti in schiavitù e in seguito funge da inviato in vari regni umani (con grande fastidio di sua moglie, poiché questo lo porta lontano da casa per lunghi periodi di tempo).
Glenys (グレニス?, Gurenisu)
Doppiata da: Yūko Minaguchi
È la moglie dell'anziano Dillan. Nella light novel viene descritta come dotata di "pelle color ametista e... capelli bianchi legati in trecce", mentre nell'anime ha la stessa pelle pallida e gli stessi capelli rosa di entrambe le sue figlie (che a quanto pare si prendono cura di lei fisicamente). Sebbene sia un'eccellente casalinga e governante, è anche una maestra nell'arte della spada e dice ad Arc di aver addestrato entrambe le sue figlie e che, con la sua abilità e velocità straordinarie, non ha problemi a sconfiggerlo facilmente durante una sessione di allenamento anche se lui è più grande e fisicamente più potente. Nella light novel, sembra recitare come l'anziana di Lalatoya ogni volta che suo marito è via per affari del Consiglio. È diventata sia l'allenatrice di combattimento di Arc che di Chiyome.
Eevin (イビン?, Ibin)
Doppiata da: Rumi Ōkubo
È la sorella maggiore di Ariane, nonché una famosa guerriera elfa che quest'ultima aspira a emulare, il che le rende ancora più scioccante quando scopre che Eevin si sposerà presto. Qualunque sia la sua reputazione e abilità come guerriera, Eevin sembra adorare assolutamente sua sorella minore (che ha soprannominato "Arin") e si comporta in modo ultra fanciullesco nell'interagire con lei, anche guardando fisicamente Ariane; nell'anime, nonostante sia la sua sorella maggiore, sembra e si comporta come se fosse più giovane di lei. Nella 7ª light novel, confessa il suo fastidio a un'amica per non essere riuscita a tenersi in contatto con Ariane perché "Arc e Arin si sono appena teletrasportati dappertutto" e non può mai guardare Arc senza fissarlo, suggerendo una crescente gelosia per il fatto che lui la potrebbe sostituire negli affetti di Ariane.
Goemon (ゴエモン?)
Doppiato da: Ryōta Takeuchi
Un uomo-bestia e uno dei sei ninja del clan Jinshin. Fisicamente, eguaglia Arc per taglia e forza e ha gli occhi che sembrano non avere le pupille. Lui e Arc diventano immediatamente amici. "Goemon" non è il suo vero nome, e Arc deduce che gli sia stato dato in onore di Ishikawa Goemon. Il ninjutsu terra di Goemon e la magia della terra di Arc sono in grado di risonare tra di loro per raggiungere uno stato di potere quasi incontrollabile. In battaglia, lui e Chiyome agiscono come partner.
Sekt (セクト?, Sekuto)
Doppiato da: Kengo Kawanishi
È il figlio maggiore del re Karlon di Rhoden. Compete in una lotta contro i suoi fratelli minori Dakares e Yuriarna per poter succedere con successo al trono de regno. È segretamente sostenuto dal Regno del Sacro Oriente Revlon. Sebbene sia più raffinato nella sua esibizione esteriore (nonostante sia Arc che Ariane percepiscano qualcosa di "falso" in lui quando lo incontrano per la prima volta nel volume 7 della light novel), sembra essere spietato come Dakares, non esitando ad aver fatto assassinare Dakares e ad incastrarlo per il presunto assassinio di Yuriarna. Ora riconosce anche lei come rivale grazie ai suoi negoziati di successo con gli elfi e alla sua crescente popolarità pubblica. È anche diventato molto diffidente nei confronti di Arc da quando ha appreso e assistito in prima persona alle sue abilità e al suo incredibile potere.
Dakares (ダカレス?, Dakaresu)
Doppiato da: Daiki Hamano
È il secondo figlio del re Karlon di Rhoden. Viene rivelato che sta partecipando segretamente, ma attivamente, alla tratta schiavista nei confronti degli elfi e delle bestie, violando così il trattato di pace con gli elfi che andava avanti da 400 anni. È segretamente sostenuto dall'Impero Revlon del Santo Oriente per ottenere il potere necessario a mettere in atto un tentativo finale di colpo di stato.
Yuriarna (ユリアーナ?, Yuriāna)
Doppiata da: Saori Ōnishi
È la seconda figlia del re Karlon di Rhoden, molto intelligente e politicamente esperta, e forse la più onorevole e affidabile di tutti i figli del re, che mette sempre al primo posto il benessere del popolo. Dopo gli eventi di Diento, viene inviata da suo padre in missione diplomatica per avviare delle trattative con gli elfi. In viaggio verso il Granducato di Limbult, la sua carrozza e la sua scorta vengono attaccate e lei stessa viene assassinata, ma rianimata (a sua insaputa) dalla magia del ringiovanimento di Arc. Raggiunge quindi Limbult in sicurezza, mantiene segreta la sua sopravvivenza e completa con successo la sua missione, ottenendo nel frattempo il sostegno degli elfi per la sua offerta per la successione al trono di Rhoden.
Domitianus (ドミティアヌス?, Domitianusu)
Doppiato da: Akira Ishida
È il sovrano totalmente spietato e amorale del Sacro Impero Revlon, in cui la tratta schiavista di elfi e bestie è completamente legale. Sembra che sia intenzionato a destabilizzare il regno di Rhoden usando dei mostri, controllati tramite degli anelli magici, per terrorizzare le popolazioni e usarli come parte delle sue forze armate nei suoi eventuali piani di invasione; nell'anime, tuttavia, Arc (attualmente sconosciuto a Domitianus) ha sventato il suo piano sconfiggendo i mostri che erano stati controllati, distruggendo così gli anelli con cui venivano controllati.
Cetrion (セトリオン?, Setorion)
Doppiato da: Minoru Shiraishi
È, presumibilmente, il braccio destro di Dakares che ha organizzato sia l'attacco alla carrozza di Yuriarna sia il suo assassinio. Tuttavia, il suo improvviso omicidio di Dakares e (nella light novel) l'uccisione successiva di suo padre (affermando falsamente che faceva parte del complotto di Dakares per assassinare Yuriarna) dimostra la sua effettiva lealtà a Sekt.

## Media

### Light novel
La serie di light novel è scritta da Ennki Hakari e illustrata da KeG ed è stata pubblicata da Overlap sotto l'etichetta Overlap Novels dal 25 giugno 2015. A marzo 2022, la serie è ancora in corso con 10 volumi pubblicati.
| Nº | Data di prima pubblicazione | Data di prima pubblicazione | Data di prima pubblicazione |
| Nº | Giapponese                  | Giapponese                  |                             |
| -- | --------------------------- | --------------------------- | --------------------------- |
| 1  | 25 giugno 2015              | ISBN 978-4-86-554054-3      |                             |
| 2  | 25 ottobre 2015             | ISBN 978-4-86-554075-8      |                             |
| 3  | 25 marzo 2016               | ISBN 978-4-86-554109-0      |                             |
| 4  | 25 luglio 2016              | ISBN 978-4-86-554146-5      |                             |
| 5  | 25 novembre 2016            | ISBN 978-4-86-554169-4      |                             |
| 6  | 25 aprile 2017              | ISBN 978-4-86-554209-7      |                             |
| 7  | 25 agosto 2017              | ISBN 978-4-86-554249-3      |                             |
| 8  | 25 marzo 2018               | ISBN 978-4-86-554318-6      |                             |
| 9  | 25 marzo 2019               | ISBN 978-4-86-554432-9      |                             |
| 10 | 25 marzo 2022               | ISBN 978-4-86-554549-4      |                             |

### Manga

Copertina del primo volume dell'edizione italiana del manga, raffigurante i protagonisti Ariane, Arc e Ponta

Dal 10 febbraio 2017, il primo capitolo dell'adattamento manga di Akira Sawano è stato pubblicato sul sito Comic Gardo di Overlap; sebbene Akira sia l'autore della serie manga, il character design è attribuito a KeG. Overlap ha raccolto i singoli capitoli in volumi tankōbon; il primo volume è stato pubblicato il 25 agosto 2017.
In Italia la serie è stata annunciata durante il Lucca Comics & Games 2022 da Panini Comics che la pubblica sotto l'etichetta Planet Manga a partire dal 2 marzo 2023. La traduzione dei testi è curata da Emilio Martini, mentre il lettering è realizzato da Barbara Stavel.
| 1  | 25 agosto 2017 | ISBN 978-4-86-554252-3 | 2 marzo 2023      | ISBN 978-88-287-4215-9 |
| 1  | Capitoli - 1. Viaggio in un mondo misterioso - 2. Il mercenario d'argento errante, parte I - 3. Il mercenario d'argento errante, parte II - 4. L'elfa Ariane, parte I - 5. L'elfa Ariane, parte II - Extra (Novel). Il mio segreto - Extra (Manga). La grande avventura di Ponta                                                                                                 |                        |                   |                        |
| 2  | 25 febbraio 2018 | ISBN 978-4-86-554322-3 | 16 marzo 2023     | ISBN 978-88-287-4548-8 |
| 2  | Capitoli - 6. L'elfa Ariane, parte III - 7. Il salvataggio degli elfi, parte I - 8. Il salvataggio degli elfi, parte II - 9. Al villaggio degli elfi, parte I - 10. Al villaggio degli elfi, parte II - Extra (Novel). Ti aiuta Arc - Extra (Manga). Morbido e soffice |                        |                   |                        |
| 3  | 25 settembre 2018 | ISBN 978-4-86-554398-8 | 20 aprile 2023    | ISBN 978-88-287-4391-0 |
| 3  | Capitoli - 11. L'ombra che incombe sulla principessa, parte I - 12. L'ombra che incombe sulla principessa, parte II - 13. La rivolta nella capitale, parte I - 14. La rivolta nella capitale, parte II - 15. Ariane si sbronza - Extra (Novel). Dragonfly Fry - Extra (Manga). Danka e il cibo (il capitolo di Houvan)                                                           |                        |                   |                        |
| 4  | 25 marzo 2019 | ISBN 978-4-86-554468-8 | 25 maggio 2023    | ISBN 978-88-287-4482-5 |
| 4  | Capitoli - 16. La sposa elfica - 17. Presagio di sventura - 18. Il crudele domatore di mostri, parte I - 19. Il crudele domatore di mostri, parte II - 20. Il crudele domatore di mostri, parte III - Extra (Novel). L'indagine - Extra (Manga). Danka e il cibo (il capitolo di Lamburt)                                                                                        |                        |                   |                        |
| 5  | 25 settembre 2019 | ISBN 978-4-86-554552-4 | 22 giugno 2023    | ISBN 978-88-287-4598-3 |
| 5  | Capitoli - 21. Si contorcono nell'oscurità, parte I - 22. Si contorcono nell'oscurità, parte II - 23. La fonte e la maledizione, parte I - 24. La fonte e la maledizione, parte II - 25. La fonte e la maledizione, parte III - Extra (Manga). Diario dell'infermiera Ariane - Extra (Manga). Danka e il cibo (il capitolo di Lamburt) - Extra (Novel). Ariane, Chiyome e l'urna |                        |                   |                        |
| 6  | 25 febbraio 2020 | ISBN 978-4-86-554619-4 | 20 luglio 2023    | ISBN 978-88-287-4984-4 |
| 6  | Capitoli - 26. Verso un nuovo mondo - 27. Chiyome e Sasuke - 28. Il clan delle tigri, parte I - 29. Il clan delle tigri, parte II - 30. La caduta di Tagent, parte I - Extra (Novel). Un regalo per il malato - Extra (Manga). Danka e il cibo (oggi cucina Arc) |                        |                   |                        |
| 7  | 25 agosto 2020 | ISBN 978-4-86-554733-7 | 31 agosto 2023    | ISBN 978-88-287-5228-8 |
| 7  | Capitoli - 31. La caduta di Tagent, parte II - 32. La caduta di Tagent, parte III - 33. La caduta di Tagent, parte IV - 34. Nohzan, un regno in pericolo I - 35. Nohzan, un regno in pericolo II - Extra (Manga). Ariane, tra sogno e realtà - Extra (Manga). Lo scheletro in cucina - Extra (Novel). Costruire un forno per la pizza                                            |                        |                   |                        |
| 8  | 25 aprile 2021 | ISBN 978-4-86-554904-1 | 28 settembre 2023 | ISBN 978-88-287-6874-6 |
| 8  | Capitoli - 36. Nohzan, un regno in pericolo III - 37. Nohzan, un regno in pericolo IV - 38. Arc, l'alleato - 39. Arc, il paladino, parte I - Extra (Novel). Marcia forzata verso la capitale - Extra (Manga). Lo scheletro in cucina (cinghiale zannuto cotto al sale) |                        |                   |                        |
| 9  | 25 settembre 2021 | ISBN 978-4-82-400011-8 | 26 ottobre 2023   | ISBN 978-88-287-7026-8 |
| 9  | Capitoli - 40. Arc, il paladino, parte II - 41. La vera identità del cardinale - 42. Guai in terra santa, parte I - 43. Guai in terra santa, parte II - Extra (Novel). La ricompensa del paladino - Extra (Manga). Danka e il cibo (il giorno libero) |                        |                   |                        |
| 10 | 25 marzo 2022 | ISBN 978-4-8240-0141-2 | 23 novembre 2023  | ISBN 978-88-287-7164-7 |
| 10 | Capitoli - 44. Alla ricerca di un potere maggiore - 45. Il cacciatore della grande foresta - 46. Il re degli alberi e il signore dei draghi, parte I - 47. Il re degli alberi e il signore dei draghi, parte II - Extra (Novel). La ricompensa del paladino - Extra (Manga). Lo scheletro in cucina (Ponta dopato?)                                                              |                        |                   |                        |
| 11 | 25 luglio 2022 | ISBN 978-4-8240-0254-9 | 21 dicembre 2023  | ISBN 978-88-287-7201-9 |
| 11 | Capitoli - 48. Ariane ed Eevin - 49. Nubi scure che incombono - 50. I fuggitivi - 51. Il risveglio - Extra (Novel). Durante l'addestramento - Extra (Manga). Istruzioni per l'uso |                        |                   |                        |
| 12 | 25 marzo 2023 | ISBN 978-4-8240-0453-6 | 18 gennaio 2024   | ISBN 978-88-287-7625-3 |
| 12 | Capitoli - 52. Il peggior incontro - 53. Le zanne del più piccolo - 54. Pulsazioni in una battaglia imminente - 55. Ritrovarsi - 56. Dov'è Goemon? - Extra (Novel). I sottoprodotti dell'addestramento - Extra (Manga). Danka e il cibo (il capitolo di Maple) |                        |                   |                        |
| 13 | 25 aprile 2024 | ISBN 978-4-8240-0813-8 | 24 ottobre 2024   | ISBN 979-12-21900-61-3 |
| 13 | Capitoli - 57. Un prezzo insignificante da pagare - 58. L'insegnamento di un amico fidato - 59. Di nuovo al villaggio di Drant - 60. Collaborare con la razza degli umani (I) - 61. Collaborare con la razza degli umani (II) - Extra (Novel). Ponta, l'istruttore |                        |                   |                        |
| 14 | 25 giugno 2025 | ISBN 978-4-8240-1234-0 | —                 | —                      |

### Anime

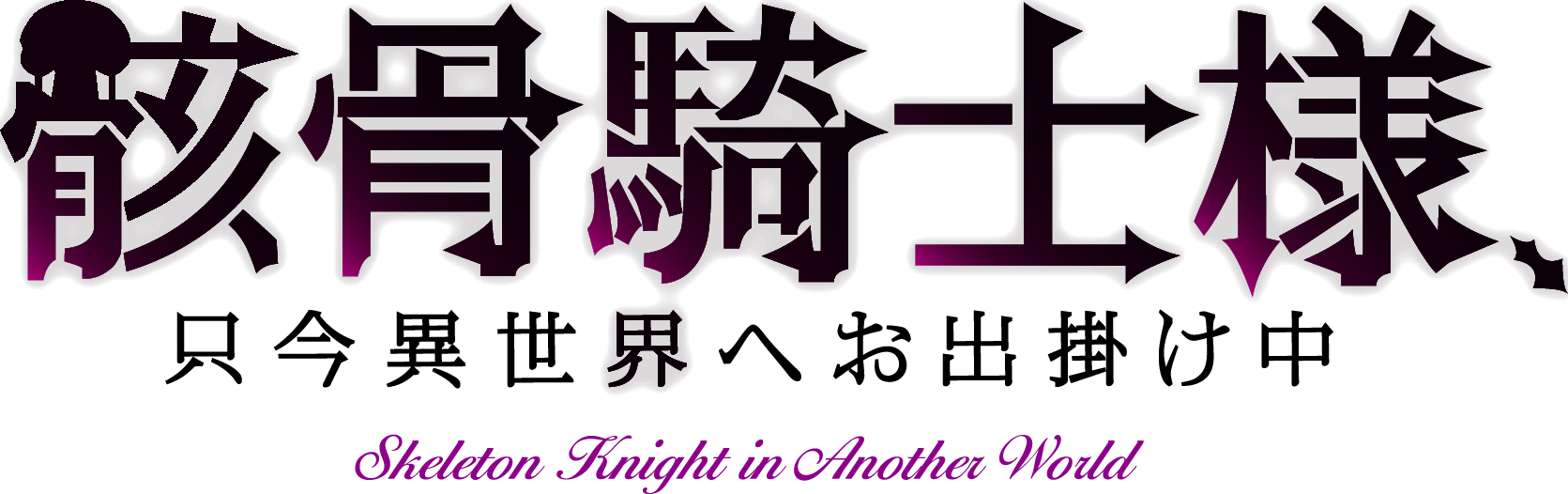
Logo della serie

L'adattamento anime è stato annunciato il 17 aprile 2021. Essa è stata prodotta da Studio Kai e Hornets e diretta da Katsumi Ono, con Takeshi Kikuchi che si è occupato delle sceneggiature, Tōru Imanishi al character design ed eba e Tsubasa Itō che hanno composto la colonna sonora. La serie è andata in onda dal 7 aprile al 23 giugno 2022 su AT-X, Tokyo MX, SUN e BS11. La sigla di apertura è Aa, waga roman no michi yo (嗚呼、我が浪漫の道よ?) di PelleK, mentre la sigla finale è Bokura ga oroka da nante dare ga itta (僕らが愚かだなんて誰が言った?) delle DIALOGUE+. Crunchyroll ha concesso in licenza la serie al di fuori dell'Asia. Muse Communication ha annunciato la licenza per il Sud e Sud-Est asiatico il giorno dopo l'annuncio dell'anime.
Una seconda stagione è stata annunciata all'evento per il 10º anniversario di Overlap Bunko il 15 dicembre 2024.

#### Episodi
| Nº | Titolo italiano Giapponese 「Kanji」 - Rōmaji | In onda        | In onda |
| Nº | Titolo italiano Giapponese 「Kanji」 - Rōmaji | Giapponese     |         |
| 1  | Il Cavaliere Errante si mette in viaggio, deciso a rendere il mondo un posto migliore 「流浪の騎士、世直し旅にて候ふ」 - Rurō no kishi, yonaoshi tabi nite sōrō | 7 aprile 2022  |         |
| 1  | Due giovani ragazze nella foresta stanno per essere violentate da alcuni banditi, quando vengono salvate da un gigantesco cavaliere in armatura d'argento. Ore prima il cavaliere, in realtà un giocatore giapponese, si era risvegliato nel corpo del suo personaggio, uno scheletro alto circa 2 metri, con le migliori armature e armi e tutte le sue abilità fisiche e magiche che aveva nel gioco. Sapendo che il suo aspetto spaventerebbe le persone e lo renderebbe un bersaglio, decide di tenere sempre l'elmo e si rinomina Arc, usando il nome del suo personaggio del gioco. Appena entrato nella prima città che trova vede un'elfa, ma lei scompare. Poiché non ha soldi, tenta di diventare un avventuriero ma deve guadagnare la sua licenza uccidendo tre nemici. Nella foresta uccide un cinghiale e un orco, e mentre cerca un terzo nemico assiste a dei banditi che attaccano una carrozza. Si chiede se dovrebbe rischiare di farsi coinvolgere, finché non vede due giovani donne in procinto di essere violentate e uccide quindi violentemente i banditi. Le donne sono la nobile Lauren Luvierte e la sua cameriera Rita. Mentre si riprendono, Arc saccheggia di nascosto tutti gli oggetti di valore dei banditi prima di scortarle in città. Avendo ucciso i banditi e l'orco, ottiene la sua licenza e il suo primo pasto (con il denaro dei banditi). Realizzando che potrebbe essere bloccato in questo nuovo mondo in modo permanente, Arc decide di divertirsi iniziando la sua nuova vita. |                |         |
| 2  | Il primo incarico, il desiderio di una giovane, e un'ombra che incombe 「初仕事、少女の願いと忍び寄る影」 - Hatsu shigoto, shōjo no negai to shinobiyoru kage | 14 aprile 2022 |         |
| 2  | Arc accetta un incarico per cui deve proteggere una giovane ragazza del villaggio di nome Marca mentre raccoglie erbe medicinali. Arc è curioso della sua fretta di iniziare e lei gli spiega che ce l'ha perché non vuole che sua madre Seona, diventata iperprotettiva dalla morte di suo marito, lo scopra. Si imbattono in una volpe ferita che Arc cura; la creatura decide che vuole stare con Arc e lui la chiama Ponta per la sua coda soffice. Seona viene a sapere che Marca ha lasciato il villaggio proprio mentre arrivano i cacciatori con la notizia di un mostro estremamente pericoloso nella foresta. Marca conduce Arc a un albero con preziosi fiori medicinali, ma scopre che l'albero è diventato il territorio del mostro, un basilisco. Fortunatamente, Arc li ha già combattuti in precedenza nel gioco e lo uccide rapidamente; tuttavia, chiede a Marca di mantenere questo segreto per paura di attirare attenzioni indesiderate. Nota un anello magico sul basilisco, che si frantuma e scompare dopo che il mostro è stato ucciso. Riporta Marca da Seona, insieme a un cinghiale gigante con le zanne per far banchettare gli abitanti del villaggio, quindi se ne va. Più tardi quella notte, i soldati uccidono un altro basilisco e si imbattono anche nel cadavere, molto più grande, basilisco ucciso da Arc. Notano che è stato ucciso da un solo colpo con una spada estremamente grande e si chiedono chi l'abbia ucciso, mentre in città Arc e Ponta si godono una festa. |                |         |
| 3  | Un'elfa solenne danza per i suoi compagni 「凛々しきエルフは同胞が為に舞う」 - Ririshiki Erufu wa dōhō ga tame ni mau | 21 aprile 2022 |         |
| 3  | Accettando un lavoro, Arc si occupa dei banditi che si nascondono in una grotta nella foresta, prendendo il loro tesoro come bottino. Altrove, viene rivelato che l'attacco a Lauren Luvierte è stato un assassinio fallito ordinato da Lord Tryton Diento, a cui è stato ordinato, dal principe Dakares, di destabilizzare il regno in vista di una guerra. Tryton è anche furioso per il fatto che suo figlio, Udolan, si stia mettendo a rischio guidando la loro tratta illegale di schiavi. Di ritorno nella foresta, un'elfa guarda Arc emergere dalla caverna dei banditi e lo attacca, accusandolo di aver rapito bambini elfi, finché non vede Ponta, che riconosce come una creatura spirituale della foresta; poiché le creature spirituali raramente si fidano dei mortali, si rende conto che Arc non potrebbe mai essere un rapitore. Lui le offre il suo aiuto, ma lei rifiuta. Arc allora la segue e trova gli elfi rapiti torturati da Udolan e dai suoi uomini. L'elfa uccide la maggior parte degli schiavisti, ma è costretta ad arrendersi quando Udolan minaccia i bambini. Arc allora interviene e ferma Udolan, proteggendo così bambini e permettendo all'elfa di uccidere i restanti banditi. Arc quindi libera i prigionieri e cura magicamente le loro ferite, con stupore della guerriera elfa. Rifiutando di credere che Arc sia un semplice avventuriero ma convinta della sua affidabilità, l'elfa si presenta come Ariane Glenys Maple. Ariane riceve un messaggio che la informa che altri elfi ridotti in schiavitù sono stati localizzati e assume Arc per aiutarla. |                |         |
| 4  | Infiltrazione nel mercato degli schiavi! In cerca del male che infesta il mondo 「潜入、奴隷商！世に蔓延る悪を探れ」 - Sennyū, doreishō! Yo ni habikoru aku o sagure | 28 aprile 2022 |         |
| 4  | Arc e Ariane si recano nella città di Diento dove incontrano Danka, il compagno elfo di Ariane, che diffida immediatamente di Arc, anche se è sorpreso del fatto che possa usare la magia del teletrasporto e che sia riuscito a guadagnare la fiducia sia di Ponta che di Ariane. Poiché il loro attacco al magazzino degli schiavisti non durerà per ore, Arc parte per "commissioni personali" (cioè un pasto in privato). Ariane condivide il suo presunto fallimento con Danka, poiché è stata quasi catturata e ha dovuto essere salvata da Arc, e si confronta sfavorevolmente con sua sorella maggiore Eevin. Arc compra cibo per sé e Ponta e si nasconde in un vicolo deserto per potersi togliere l'elmo per mangiare. Mentre Arc, Ariane e Danka partono per la loro missione, una figura oscura li osserva da un tetto. Nel magazzino, Arc e i due elfi scoprono che tutti gli schiavisti sono già stati assassinati, e Arc viene sopraffatto dall'entusiasmo otaku quando l'assassino si rivela essere una ragazza ninja con le orecchie da gatto. Vedendo Ponta, si rende conto che Arc è degno di fiducia, gli dà i documenti che ha rubato, gli dice i nomi dei nobili che hanno acquistato degli schiavi elfi, e gli rivela anche l'ubicazione degli schiavi tenuti da Lord Tryton. Prima di partire, gli rivela anche che gli elfi schiavizzati non erano il suo obiettivo, poiché esaminando la struttura non ha trovato il suo obbiettivo. Dopo che il trio ha liberato gli elfi, Danka diventa ancora più stupito dall'abilità magica di Arc, ma si fida abbastanza di lui da lasciare che lui e Ariane vadano da soli al palazzo di Tryton. La ragazza ninja è sorpresa che Arc sapesse cosa fosse un ninja e spera di incontrarlo di nuovo. |                |         |
| 5  | Si svelano segreti e si creano legami 「明かされる秘密と紡がれる絆」 - Akasareru himitsu to tsumugareru kizuna | 5 maggio 2022  |         |
| 5  | Dopo che il loro tentativo di entrare silenziosamente nel castello è andato un po' storto, Arc e Ariane catturano Tryton e Udolan, e le due schiave elfe (che Tryton aveva molestato sessualmente) si vendicano di lui, mentre Arc scopre un tesoro nascosto che saccheggia per se stesso, dicendo ad Ariane che lo stava facendo semplicemente per impedire agli schiavisti di usarlo per ricostruire la loro organizzazione. Il palazzo esplode improvvisamente, cosa che Arc sospetta sia stata causata dalla ragazza ninja. Ariane invita Arc a visitare le Terre degli Elfi in modo che possano continuare a salvare gli schiavi, anche se avrebbero bisogno del permesso di un elfo anziano per far entrare Arc nelle loro terre. Temendo di essere smascherato durante l'incontro con l'Anziano, Arc si toglie l'elmo, mostrando ad Ariane la sua faccia da teschio e dicendole che il suo aspetto è il risultato di una maledizione. Vedendolo, lei gli promette che tutti gli elfi manterranno il suo segreto e spera che l'anziano sappia come sistemare il suo aspetto. Nella capitale di Olav, il re umano Karlon, i suoi figli Sekt e Dakares e la figlia Yuriarna decidono di indagare sulle voci sulla schiavitù, che viola il trattato di pace tra umani ed elfi. Decidono di contattare gli elfi, anche se è chiaro che entrambi i principi hanno i loro programmi nascosti. Yuriarna è certa che Dakares sia segretamente coinvolto nella tratta degli schiavi e che Sekt abbia un piano per smascherarlo, rafforzando così la sua stessa pretesa al trono. Decide di assicurarsi che il contatto con gli elfi vada vada a buon fine e contatta sua sorella Seriarna, che ha sposato il sovrano del ducato di Limbult, l'unico dominio attualmente in commercio con le terre degli elfi. Arc e Ariane raggiungono Lalatoya, un enorme insediamento di elfi nel profondo della foresta. |                |         |
| 6  | Al villaggio elfico si scopre l'oscurità che infesta il mondo 「エルフの里で触れる異世界の深淵」 - Erufu no sato de fureru isekai no shin'en | 12 maggio 2022 |         |
| 6  | Arc incontra l'anziano, Dillan e sua moglie Glenys, che sono anche i genitori di Ariane. Dillan è grato che gli schiavi siano stati salvati, ma è preoccupato che il loro attacco al palazzo di Tryton si sia rivelato problematico, e lui e Ariane si recano nella capitale elfica di Maple per informare i suoi compagni anziani. Tornato a Lalatoya, Glenys combatte con Arc per vedere se è abbastanza forte da mantenere Ariane al sicuro e lo batte per più volte, facendogli capire che le statistiche di combattimento elevate non sono necessariamente uguali alle abilità. Gli anziani, non volendo rischiare la guerra, decidono di continuare a salvare gli schiavi in segreto. Ariane è sorpresa di apprendere che sua sorella maggiore Eevin si sta per sposare, poiché aveva sempre giurato di non sposarsi mai. Arc decide di fare un bagno, ma quando Ariane entra nella vasca nuda, vede Arc in piena modalità scheletro, va nel panico e lo fa esplodere con delle esplosioni. Dillan assume ufficialmente Arc per aiutare Ariane a continuare a liberare gli schiavi e come pagamento gli rivela di una fonte magica che potrebbe curare il suo aspetto scheletrico, che però si trova solo vicino al Lord Crown, un albero degli spiriti che cresce nei territori dei Signori dei draghi, i draghi più pericolosi al mondo. Arc accetta il "pagamento", ma quando rimane un attimo solo diventa curioso di vedere se il suo aspetto è davvero causato da una maledizione, e rimane scioccato quando, usando un incantesimo spezza-maledizione su se stesso, vede la sua mano destra tornare umana. |                |         |
| 7  | Un miracolo per una principessa di sani principi 「理想に燃ゆる王女に奇跡が舞い降りた」 - Risō ni moyuru ōjo ni kiseki ga maiorita | 19 maggio 2022 |         |
| 7  | La mano di Arc torna immediatamente ossea, ma questo conferma che l'aspetto di Arc è davvero maledetto. Lui e Ariane partono per Olav, dando la caccia ai nobili proprietari di schiavi. Vengono avvertiti da un locandiere che un Haunted Wolves ha attaccato i viaggiatori. Yuriarna lascia Rhoden per recarsi a Limbult. Ariane considera la caccia ai lupi, poiché un velo da sposa realizzato con la loro pelliccia della coda sarebbe un eccellente regalo di nozze per Eevin. I lupi attaccano e Arc si rende conto che il capobranco indossa un anello magico come il basilisco. Distrugge l'anello, svegliando il capobranco da una trance; il leader poi raduna il suo branco e se ne va pacificamente. Arc è sicuro che gli anelli siano la ragione per cui i mostri si comportano in modo strano. Mentre Ariane prepara la pelliccia dei lupi uccisi, Ponta avverte il pericolo e conduce Arc dove la carrozza di Yuriarna è stata attaccata e Yuriarna, la sua cameriera Ferna e le sue fedeli guardie sono state uccise da alcune guardie traditrici e da degli assassini. Gli assassini lo attaccano, ma l'armatura di Arc si rivela invulnerabile alle loro armi e alla loro magia e lui uccide la maggior parte di loro con l'assistenza inaspettata dei lupi. Usando un potente incantesimo di ringiovanimento, Arc resuscita Yuriarna, Ferna e diverse guardie leali prima di sgattaiolare via. Vedendo Arc mentre era semi-cosciente, Yuriarna crede che sia un angelo mandato da Dio. Arc non è sicuro della moralità di un incantesimo che può resuscitare i morti e mantiene segreto ciò che ha fatto ad Ariane. Raggiungendo Olav, assistono a una giovane ragazza che sconfigge abilmente dei teppisti e Arc capisce che si tratta della ninja con le orecchie da gatto incontrata in precedenza. |                |         |
| 8  | Alleanza! Attraversiamo l'oscurità insieme ai mezzi-animali 「共闘！獣人の友と闇夜を駆ける」 - Kyōtō! Jūjin no tomo to yamiyo o kakeru | 26 maggio 2022 |         |
| 8  | Chiyome, la ninja del clan Jinshin, è alla ricerca dei membri della sua specie ridotti in schiavitù dagli umani e chiede ad Arc come fa a sapere dell'esistenza dei ninja, poiché quella parola è stata creata dal loro Grande Fondatore, un umano di nome Hanzo, che Arc ipotizza essere un giapponese che venne in questo mondo e fondò un clan di ninja secoli fa. Chiyome chiede il loro aiuto e Ariane, come "datore di lavoro" di Arc, è d'accordo. Dakares è furioso che gli Haunted Wolves non siano riusciti a uccidere Yuriana e, sospettando un complotto di vendetta contro di lui, viene mandato in un rifugio dal suo subordinato Cetrion. Chiyome chiede ad Arc e Ariane di attaccare il mercato degli schiavi di Etzat nel modo più ovvio possibile, distraendo così le guardie della città in modo che il ninja possano infiltrarsi negli altri mercati. Arc nasconde la sua armatura unica sotto un mantello e una maschera tribale. Chiyome introduce Goemon, un compagno ninja, facendo capire ad Arc che Hanzo prende il nome da Hattori Hanzō e usa i nomi di altri famosi ninja come titoli onorari (il che significa che Chiyome prende il nome da Mochizuki Chiyome e Goemon da Ishikawa Goemon). Poiché Goemon è un gigante alto e potente come Arc, istintivamente si sfidano a vicenda, quindi, rendendosi conto di essere alla pari, diventano subito amici. Arc e Goemon attaccano le guardie del mercato e competono per superarsi a vicenda, ma esagerano e si seppelliscono accidentalmente sotto la roccia mentre Chiyome e l'esasperata Ariane assistono alla scena. |                |         |
| 9  | Una capitale nel caos e il giuramento di una fanciulla 「揺れ動く王都と乙女の誓い」 - Yureugoku ōto to otome no chikai | 2 giugno 2022  |         |
| 9  | Apprendendo dell'attacco, Dakares invia dei soldati per proteggere i mercati degli schiavi. Ariane e Chiyome iniziano a liberare gli schiavi mentre eliminano le guardie. Goemon manda Arc a unirsi ad Ariane e Chiyome mentre tiene a bada i rinforzi in arrivo. Le persone bestie vengono facilmente liberate, ma Arc, Ariane e Chiyome trovano anche una cella piena di schiavi morti uccisi o lasciati morire essendo invendibili perché troppo vecchi, feriti o malati. Arc teletrasporta i sopravvissuti in salvo, quindi si unisce a Goemon per massacrare i soldati e distruggere completamente il mercato. Dopo che la distruzione è stata completata, Arc e Goemon recuperano gli schiavi morti per un funerale adeguato e Chiyome giura di affinare le sue abilità per salvare ancora più persone. Cetrion uccide Dakares, rivelando che ha sempre lavorato per Sekt, e poiché Yuriarna non è stata localizzata, Sekt incastra Dakares per l'apparente omicidio di Yuriarna, lasciandolo unico erede al trono di Rhoden. Yuriarna arriva a Limbult e apprende da Seriarna della morte di Dakares, realizzando che Sekt probabilmente ha complottato anche il suo omicidio e decide di mantenere segreta la sua sopravvivenza per il momento. Chiyome rivela ad Ariane che Dakares stava lavorando per il Sacro Impero Revlon e ha inviato loro molti schiavi elfi. Ariane e Arc decidono di recarsi lì immediatamente. A Revlon, l'imperatore Domitianus è impressionato dal fatto che Sekt abbia eliminato sia Dakares che Yuriarna, ma è più sorpreso che qualcuno abbia distrutto gli anelli che aveva inviato a Dakares per controllare i lupi e i basilischi. Il suo subordinato conferma che l'agente di Domitianus, Fumba, sta continuando a lavorare per destabilizzare Rhoden. Nel deserto al di là di Rhoden, un beffardo Fumba osserva come mostri simili a vermi che eruttano dalle sabbie catturano e divorano le viverne volanti. |                |         |
| 10 | Una speranza per il futuro trovata nel deserto 「砂漠で見つけし明日への希望」 - Sabaku de mitsukeshi asu e no kibō | 9 giugno 2022  |         |
| 10 | Dopo un incontro piuttosto elettrizzante con uno stormo di viverne, Arc e Ariane raggiungono un villaggio ai margini del deserto. Arc nota che Ariane è insolitamente nervosa e scopre che la tratta degli schiavi degli elfi è legale a Revlon, quindi è preoccupata di viaggiare lì. Alla taverna del villaggio, un elfo, Carcy Held, si presenta e spiega che è in grado di convivere con gli abitanti del villaggio e si guadagna da vivere studiando i mostri. Chiede l'aiuto di Arc per catturare mostri difficili, offrendo una mappa di Revlon come pagamento. Ariane lotta con l'idea di convivenza e, davanti a una botte di vino quella sera nella loro stanza, Arc scopre sfortunatamente che Ariane si ubriaca facilmente. La mattina dopo, Ariane è furiosa nello scoprire che le sue buffonate hanno fatto pensare agli abitanti del villaggio che lei e Arc avevano fatto sesso tutta la notte (con i commenti di Arc che non hanno aiutato molto la situazione). Carcy ha in programma di catturare un verme della sabbia usando le carcasse di goblin come esca, mentre Ariane sta ancora cercando di riprendersi dai postumi della sbornia e dalla nausea. Improvvisamente vengono attaccati da un verme che è diventato molto più grande del naturale e solo Arc è abbastanza forte da sconfiggerlo. Un altro anello si vede sul verme, ma si rompe e scompare dopo la sua sconfitta. Carcy dice ad Ariane che anche lui una volta odiava gli umani ma è cresciuto prendendisu cura di loro, e rivela che Lamburt, una città nel Rhoden, è governata da un signore umano e dalla sua moglie elfica, di cui si è innamorato dopo averla salvata dalla schiavitù, e Ariane diventa più ottimista. Si scopre che la crescita innaturale dei vermi è causata da Fumba, che ha nutrito loro e altri mostri schiavi e rapito gli abitanti del villaggio, per conto dell'imperatore Domitianus. |                |         |
| 11 | Nel buio ride il barbaro domatore di mostri 「蛮族の魔獣使いは闇に嗤う」 - Banzoku no majūtsukai wa yami ni warau | 16 giugno 2022 |         |
| 11 | Arc, Ariane e Ponta arrivano alla città di confine di Kaysehk. Per trovare gli elfi catturati, si separano e Arc scopre che a tarda notte sono state udite strane grida da una fortezza a est e che delle persone sono misteriosamente scomparse. Sulla strada per incontrare Ariane, Arc salva una prostituta da tre rapitori (la ragazza, che è carina e si aggrappa con gratitudine ad Arc, non viene ben vista da Ariane). I rapitori stavano lavorando per Fumba per raccogliere "cibo" per i suoi mostri che stava controllando, e lui li punisce dandoli in pasto alla sua gigantesca tigre bianca. Ariane ha appreso che gli elfi catturati erano stati portati alla fortezza quattro mesi prima e insiste per indagare su di essa. Intrufolandosi e trovando un passaggio segreto, arrivano in una camera sotterranea dove affrontano Fumba. All'improvviso, Ariane attacca Arc, pensando che si stia allenando con sua sorella Eevin a causa di un incantesimo di controllo. Arc vede un diavoletto nascosto all'interno del cappuccio del mantello di Ariane; Ponta lo strappa via e Arc lo distrugge, liberando Ariane dal suo controllo. Fumba rivela di essere uno stregone di mostri Rozombanya, che può far obbedire i mostri. Arc lo interroga sugli elfi, ma Fumba gli dice che la maggior parte di essi sono stati usati negli esperimenti magici dell'Impero, mentre lui ha usato il resto come "cibo" per il suo "animale domestico". Infuriato, Arc uccide rapidamente la tigre bianca di Fumba e lui ordina ai suoi altri mostri controllati di attaccare. Arc li uccide facilmente, ma a un certo punto un orco attacca Ariane che in quel momento è priva di sensi. Arc non fa in tempo a fermarlo, ma appare Chiyome che usa il suo ninjutsu dell'Acqua per sconfiggerlo e dice a Fumba che gli altri ninja Jinshin hanno già affrontato i suoi altri mostri. Improvvisamente il terreno inizia a tremare e Fumba fugge, dicendo che il suo più grande mostro si è svegliato. Arc teletrasporta tutti all'esterno, dove vengono affrontati da un'Hydra a cinque teste.                                                                                     |                |         |
| 12 | Trapasserò da parte a parte il male di questo mondo! 「異世界の悪を我は斬る！」 - Konoyo no aku o ware wa kiru! | 23 giugno 2022 |         |
| 12 | L'idra attacca Arc, Ariane e Chiyome con il suo soffio infuocato, portando Fumba a credere che siano stati uccisi. Poi invia l'idra per distruggere la città di Kaysehk, mentre un flashback rivela che gli anziani del clan di Fumba lo credevano indisciplinato e debole, portandolo a servire l'imperatore Domitianus. Arc usa il suo Scudo Sacro per proteggere tutti e Ariane (che è stata a conoscenza di tutto ciò che Fumba ha detto in precedenza sugli elfi) giura di ucciderlo. A questo punto si separano: Ariane e Chiyome inseguono Fumba, mentre Arc rimane indietro per affrontare l'idra. Prima che l'idra possa raggiungere Kaysehk, Arc evoca il demone infernale Ifrit per combatterla. Ariane e Chiyome raggiungono Fumba e la prima lo schernisce rinfacciandogli la sua debolezza personale. Quando Fumba è abbastanza pungolato da attaccarla, Chiyome lo attacca e danneggia i segni magici presenti sul suo corpo che gli consentono di controllare i mostri. La spada infuocata di Ariane distrugge la frusta di Fumba e le fiamme lo consumano. Con l'idra danneggiata dall'attacco di Ifrit, Arc la lancia in aria e Ifrit la distrugge con le sue fiamme. Nel frattempo, la Principessa Yuriarna incontra gli elfi anziani Dillan e Lord Fangas, e concordano sul fatto che il Regno di Rhoden si assumerà la responsabilità dei crimini contro gli elfi, localizzerà gli elfi scomparsi e ridotti in schiavitù e difenderà i territori elfici in cambio del sostegno degli elfi a Yuriarna nel suo tentativo per la successione al trono di Rhoden. Dopo aver appreso questa notizia (tramite l'uccello sussurrante di Danka) e quindi che la missione di Ariane è ora ufficialmente finita, lei è a disagio e incerta sul futuro, ma Arc e Chiyome la rassicurano. Infine Sekt è turbato dalla notizia che Yuriarna è sopravvissuta al tentativo di omicidio e ha negoziato con successo con gli elfi, Yuriarna riflette sul proprio destino, Domitianus viene a sapere della distruzione di Fumba e dei suoi mostri, Chiyome vede per la prima volta la faccia senza casco di Arc e quest'ultimo decide di continuare a viaggiare con i suoi amici. |                |         |